# Панайот Танчев
Панайот Йотов Танчев е български лекар и учен, професор, ортопед-травматолог и гръбначен хирург.

## Биография
Роден е на 24 май 1948 г. в гр. Враца. Баща му, Йото Танчев, е нефролог и учен, откривател на Балканската ендемична нефропатия (Balkan endemic nephropathy или Danubian endemic familial nephropathy). Майка му, Лиляна Танчева (по баща Савова) е дългогодишен статистик в Окръжна болница „Хр. Ботев“ - Враца. Брат му, Стоян Танчев, е акушер-гинеколог, ръководител на Катедрата по акушерство и гинекология, Медицински университет – Плевен. Дядо му, Панайот Савов, е известен врачански идустриалец и благодетел, член на Софийската търговско-индустриална камара.
Панайот Танчев завършва Първа английска гимназия в София през 1967 г. със златен медал. Същата година започва следването си по медицина в Медицинския факултет-София. Още като студент проявява интерес към хирургията и участва активно в хирургичния кръжок на Факултета. Дипломира се през 1973 г. с Награда от Ректора. През периода 1973 – 1977 г. работи като ординатор в Ортопедично-травматологичното отделение на Първостепенната окръжна болница „Хр. Ботев“ – гр. Враца. Междувременно отбива военната си служба.
През 1977 г. д-р Панайот Танчев се явява на конкурс за редовна докторантура, който спечелва и така продължава специализацията си в Университетската ортопедична клиника – гр. Лайпциг, Германия (1977-1980) при проф. Harro Seyfarth, проф. Wolfram Neumann и проф. Peter-Felix Matzen.
На 26 юни 1980 г. защитава успешно дисертация на тема “Die operative Synovektomie des Kniegelenkes bei Rheumatoid-Arthritis” и получава академичната степен “Doctor medicinae” от Сената на Лайпцигския университет с оценка „magna cum laude”. Придобива специалност по ортопедия и травматология (1980). От 1 септември 1980 г. започва работа в Университетската ортопедична болница – Горна баня, където преминава цялата академична йерархия от асистент до доцент (1989) и редовен професор (2006). Има многократни специализации в Германия (1983, 1985, 1987, 1991), Франция (1992), Швейцария (1993), САЩ (1994 и 1998) в различни профили – обща ортопедия, ендопротезиране, гръбначна хирургия, ревмохирургия, лечение на деформациите на гръдния кош, сколиозите, дископатиите и др.
От 1989 г. е ръководител на новосъздадената клиника по гръбначна хирургия до пенсионирането си през 2015 г. [1,2,3,4].

## Професионални постижения
С научна дейност професор Панайот Танчев се занимава от 1973 г. и има над 250 научни труда: 90 научни статии в българската научна периодика и в реномирани чуждестранни списания с импакт фактор (Spine, European Spine Journal, International Orthopaedics, JBJS-Br. Volume, Zeitschrift fuer Orthopaedie, Orthop. Praxis и др.), участие със 115 доклада в научни конгреси, конференции и симпозиуми, от които 37 в чужбина, 1 патент, 5 изобретения и 23 рационализации, признати от Патентното ведомство на Република България, автор и съавтор е на 7 монографии.
Най-големите приноси на професор Панайот Танчев са в областта на гръбначната хирургия, хирургията на тазобедрената и коленната става, ревмохирургията, общата ортопедия и травматология. Разработва и въвежда много нови и оригинални оперативни методи и техники. Той е един от гръбначните хирурзи, който със своите трудове и практическа дейност модернизира гръбначната хирургия у нас и я доведе до съвременно европейско ниво.
Главен редактор (1997 – 2001) на списание „Ортопедия и травматология“, член на редакционния съвет и рецензент на престижните списания - „European Spine Journal”, „Spine”, „Reconstructive Review”.
Професор Панайот Танчев е дългогодишен преподавател по специалността ортопедия и травматология на студенти и специализанти в Медицинския факултет-София и Медицинския колеж-Враца. Организира курсове и симпозиуми върху проблемите на деформациите и травмите на гръбначния стълб. Особени заслуги има за обучението на българските ортопеди и травматолози в профила гръбначна хирургия.
Професор Панайот Танчев е член на Българската ортопедично-травматологична асоциация (БОТА), Съюза на учените в България (СУБ), Международното дружество по ортопедия и травматология (SICOT), Член-кореспондент на Германското дружество по ортопедия и ортопедична хирургия (DGOOC), Член на Европейското дружество за гръбначна хирургия (SSE), Член на Европейското дружество за ортопедични изследвания (EORS), Член на Ню-Йоркската академия на науките, Член на Изпълнителния комитет на Експертната група за гръбначния стълб на Юго-източна Европа (SEG) [5,6,7].
Професор Панайот Танчев е инициатор за създаването (2.11.1991 г.) и пръв председател на Секция „Гръбнак“ към Българската ортопедично-травматологична асоциация (БОТА)  [7].

## Награди и отличия
- 114 АЕГ – златен медал – 1967 г.
- Почетен член-кореспондент на Германското дружество по ортопедия и ортопедична хирургия (DGOOC) – 2002 г.
- Почетен гражданин на град Враца – 2012 г.[1][2]
- Награда „Проф. Парашкев Стоянов“ на МА-София за приноси в хирургията – 2012 г.
- Почетен знак „100 години Медицински факултет-София“ - 2017 г.

## Личен живот
Съпругата на професор Панайот Танчев, проф. Дора Маринова Танчева (1951) от гр. Плевен, е анестезиолог-реаниматор, професор, дългогодишен ръководител на Отделението по анестезиология, реанимация и интензивно лечение при Клиниката по изгаряне и пластична хирургия на УМБАЛСМ „Н.И.Пирогов“ в София. Имат двама сина, Момчил П. Танчев (1977), преводач на медицинска литература и Панайот П. Танчев (1981), ортопед-травматолог, главен асистент в Клиниката по ортопедия и травматология на УМБАЛ „Царица Йоана-ИСУЛ“-София.